# Tobias Brunner
Tobias Brunner, döpt 23 augusti 1602, död 1654. Han var en tysk orgelbyggare under barocken. 

## Biografi
Brunner var enligt dokument döpt den 23 augusti 1602 i Hormersdorf (Sachsen). Han gick i lära för orgelbyggaren Gottfried Fritzsche i Ottensen. Han var gesäll hos Gottfried Fritzsche från 1620 till 1624 och byggde orgeln till  Hauptkirche Beatae Mariae Virginis i Wolfenbüttel och 1629 var han involverad i orgeln i St. Maria Magdalena i Hamburg.
Den 24 april 1631 gifte han sig i med dottern till sin mästare, Sybilla, och omkring 1632 flyttade han till Lunden (enligt kyrkböckerna hade han 5 döpta barn i Lunden) och höll sig där i sin orgelbyggarverkstad, troligen fram till sin död. Brunner dog troligen 1654 i en ålder av 52 år.

## Orgelverk
Idag har två orglar bevarats som Tobias Brunner har byggt.
| År   | Ursprunglig kyrka                | Stift | Bild | Manualer | Pedal | Stämmor | Bevarad orgel/fasad | Övrigt                                                  |
| ---- | -------------------------------- | ----- | ---- | -------- | ----- | ------- | ------------------- | ------------------------------------------------------- |
| 1642 | St. Martinskirche, Tellingstedt  |       |      |          |       |         | Ja/Ja               | Det är den äldsta spelbara orgeln i Schleswig-Holstein. |
|      | Sankt-Secundus-Kirche, Hennstedt |       |      |          |       |         | Ja/Ja               | [ 2 ]                                                   |

## Webblänkar
- Vollständiger Lebenslauf Brunners